# Bełżec (gmina)
Bełżec (daw. gmina Bełzec) – gmina wiejska w województwie lubelskim, w powiecie tomaszowskim. W latach 1975–1998 gmina położona była w województwie zamojskim.
Siedziba gminy to Bełżec.
Według danych z 31 grudnia 2009 gminę zamieszkiwało 3440 osób.
Gmina Bełżec jest najmniejszą terytorialnie gminą wiejską województwa lubelskiego.
Gmina położona jest w południowo-zachodniej części powiatu tomaszowskiego, w odległości 8 km od Tomaszowa Lubelskiego oraz 16 km od przejścia granicznego w Hrebennem. Obszar Gminy posiada bogatą rzeźbę terenu. Maksymalne i minimalne wzniesienia wynoszą 327,6 i 257 m n.p.m. Gmina Bełżec leży na granicy Roztocza Środkowego i Wschodniego.

## Historia
Obszar współczesnej gminy Bełzec jest przestrzennie niespójnym zlepkiem obszarów historycznych (Lubelszczyzny i Galicji), należących wcześnie do różnych powiatów (rawskiego, lubaczowskiego i tomaszowskiego) i gmin (Bełżec, Lipsko, Lubycza Królewska i Jarczów).

### Pierwsza gmina zbiorowa (1934–1954)

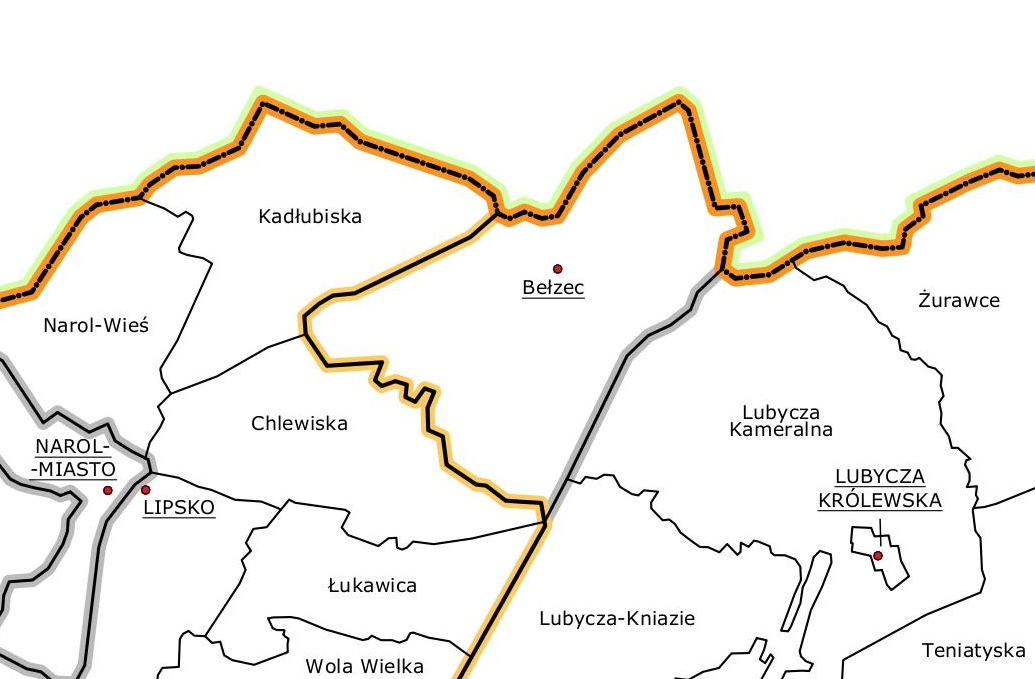
Gmina Bełzec w 1934 roku

Pierwsza gmina zbiorowa Bełzec (do 1953 pisownia przez z) została utworzona 1 sierpnia 1934 w powiecie rawskim w województwie lwowskim z obszaru dotychczasowej jednostkowej gminy wiejskiej Bełzec. Ponieważ składała się tylko z jednej wsi, nie została podzielona na gromady.
Podczas II wojny światowej gmina Bełżec zachowała granice przedwojenne, lecz okupanci niemieccy wyodrębnili z Bełżca Brzeziny, przez co obszar gmin składał się z dwóch gromad (Dorfgemeinden). Włączono ją do dystryktu lubelskiego Generalnego Gubernatorstwa (powiat Zamość). W 1943 roku liczyła 4622 mieszkańców (4260 w Bełżcu i 362 w Brzezinach).
Po wojnie powrócono praktycznie do granic gminy sprzed wojny, lecz gromadę Bełżec podzielono na dwie: Bełżec A i Bełżec B, zachowując także gromadę Brzeziny, a więc w sumie trzy gromady. W związku ze zmianami granic państwowych i zlikwidowaniem powiatu rawskiego, gminę Bełżec włączono do powiatu tomaszowskiego w województwie lubelskim.
Gmina została zniesiona 29 września 1954 roku wraz z reformą wprowadzającą gromady w miejsce gmin, a jej obszar wszedł w skład nowo utwrzonej gromady Bełżec z siedzibą GRN w Bełżcu A. W skład jednostki weszły zatem obszary dotychczasowych gromad Bełżec A, Bełżec B i Brzeziny ze zniesionej gminy Bełżec, ponadto miejscowość Żyłka wieś z dotychczasowej gromady Żyłka ze zniesionej gminy Jarczów oraz miejscowości Szalenik kol. i Święć wieś (obecnie Święcie) z dotychczasowej gromady Lubycza Kameralna ze zniesionej gminy Lubycza Królewska w powiecie tomaszowskim w woj. lubelskim, a także przysiółek Chyże z dotychczasowej gromady Kadłubiska ze zniesionej gminy Lipsko w powiecie lubaczowskim w woj. rzeszowskim. W takich granicach gromada Bełżec przetrwała do końca 1972 roku, czyli do kolejnej reformy gminnej.

### Druga gmina zbiorowa (1992–)
W związku z kolejną reformą gminną w 1973 roku gminy Bełżec nie przywrócono, a Bełżec utracił funkcje administracyjne na okres 19 lat.
Powrócił do nich dopiero 1 stycznia 1992 kiedy to w woj. zamojskim (utworzonym 1 czerwca 1975) reaktywowano gminę Bełżec w zmienionych granicach. W jej skład weszły początkowo:
- wsie Szalenik-Kolonia i Święcie-Kolonia z gminy Lubycza Królewska,
- wsie Bełżec i Chyże z gminy Tomaszów Lubelski.

Poza gminą Bełżec, w gminie Lubycza Królewska, pozostały natomiast od dawna związane z Bełżcem Brzeziny, a także (należąca w latach 1954–1972 do gromady Bełżec) wieś Żyłka, która początkowo (1973–1986) weszła w skład gminy Jarczów, lecz od 1 lipca 1986 należała już do gminy Lubycza Królewska.
Dopiero 1 stycznia 2007 gmina Bełżec otrzymała obecne granice, kiedy to do niej włączono sołectwa Brzeziny (333,58 ha) i Żyłka (101,34 ha) z gminy Lubycza Królewska.
W 1999 roku gmina weszła w skład powiatu tomaszowskiego w nowo utworzonym województwie lubelskim.

## Struktura powierzchni
Według danych z roku 2002 gmina Bełżec ma obszar 28,66 km², w tym:
- użytki rolne: 56%
- użytki leśne: 34%

Gmina stanowi 1,93% powierzchni powiatu.
Z dniem 1 stycznia 2007 zwiększono powierzchnię gminy do 33,52 km² (obszar odcięty od gminy Lubycza Królewska).

## Demografia

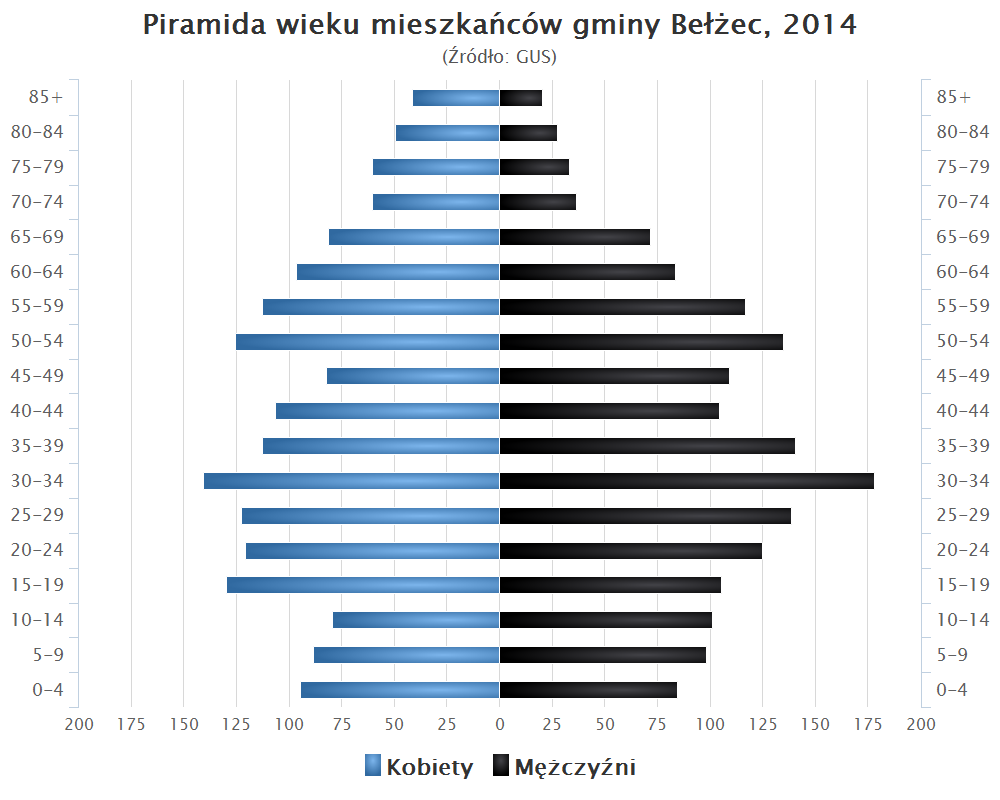
Piramida wieku mieszkańców gminy Bełżec w 2014 roku

Dane z 30 czerwca 2004:
| Opis                              | Ogółem | Ogółem | Kobiety | Kobiety | Mężczyźni | Mężczyźni |
| --------------------------------- | ------ | ------ | ------- | ------- | --------- | --------- |
| jednostka                         | osób   | %      | osób    | %       | osób      | %         |
| populacja                         | 2990   | 100    | 1471    | 49,2    | 1519      | 50,8      |
| gęstość zaludnienia (mieszk./km²) | 104,3  | 104,3  | 51,3    | 51,3    | 53        | 53        |

## Sołectwa
Bełżec (sołectwa: Bełżec I, Bełżec II i Bełżec III), Brzeziny, Chyże, Szalenik-Kolonia, Żyłka.

## Sąsiednie gminy
Lubycza Królewska, Narol, Tomaszów Lubelski